# Afranthidium folliculosum
Afranthidium folliculosum là một loài Hymenoptera trong họ Megachilidae. Loài này được Buysson mô tả khoa học năm 1897.